# Jeffrey Sutorius

Logo oficial y actual de Jeffrey Sutorius

Jeffrey Sutorius (La Haya, 8 de noviembre de 1979), también conocido como Dash Berlin, es un DJ, y productor neerlandés de house y trance.

## Historia
Nació en 1979 en La Haya. Comenzó su carrera musical inspirándose en figuras pioneras como Sven Väth, Daft Punk, Oliver Lieb y Sander Kleinenberg, pero poco a poco comenzó a desarrollar su propio estilo innovador de mezclas y producción. Su modo de trabajar de forma muy discreta, no parecía ser la manera de producir más, sino más bien menos pero diferente. Esta es la visión con la que marca la diferencia en un mercado algo saturado y muy competitivo.
El 18 de junio de 2018, Sutorius anunció su separación de Dash Berlin mientras cortó los lazos con Kalberg y Molijn, citando la mala administración y problemas de negligencia profesional.
Para el 14 de agosto también del 2018 dio a conocer a sus fanes que volverá a las redes sociales utilizando su propio nombre para continuar con su carrera como DJ.

## Discografía

### Álbumes

#### 2022
- #aparttogether (Revealed Recordings)

### Sencillos

#### 2019
- "Bad Days" (BODYWRMR)
- "Nothing Hurts Like Love" (feat. Jonathan Mendelsohn) (BODYWRMR)
- "Komrad" (con Alexander Popov) (BODYWRMR)
- "Nocturnal Interlude" (con Tomas Heredia) (BODYWRMR)
- "Middle Of The Night" (con Rave Republic feat. Matluck) (Warner Music)

#### 2021
- "Nostalgia" (feat. Krimsonn) (#aparttogether) (Revealed Recordings)
- "So Much More" (con 22Bullets feat. Wilder) (#aparttogether) (Revealed Recordings)
- "The Afterlife" (con Timmo Hendriks feat. LUX) (#aparttogether) (Protocol Recordings)
- "Kings" (feat. HALIENE) (#aparttogether) (BODYWRMR)
- "Drop It" (con Jan Vervloet) (#aparttogether) (BODYWRMR)
- "Sink or Swim" (con ANG feat. Sarah de Warren) (#aparttogether) (Revealed Recordings)

#### 2022
- "Younger" (#aparttogether) (BODYWRMR)
- "Brighter Than The Sun" (con Blackcode feat. Jordan Grace) (#aparttogether) (Revealed Recordings)
- "Find The Stars" (con GRY) (#aparttogether) (BODYWRMR)
- "Back To You" (feat. KATT) (#aparttogether) (BODYWRMR)
- "City Looks Different" (feat. Jason Walker) (#aparttogether) (BODYWRMR)
- "Dancing With Tears In My Eyes" (feat. Jonathan Mendelsohn) (#aparttogether) (Revealed Recordings)

#### 2023
- "Lost Souls" (con Jay Hardway) (Revealed Recordings)
- "With A Kiss" (con Pink Panda) (Purple Fly Records)
- "Run" (con MCN2 feat. Treetalk) (Tales Of Freedom)
- "Rule The World" (con jeonghyeon, Mbush feat. Scarlett) (Revealed Recordings)
- "Crash Into Your Love" (con Blackcode feat. David Allen) (Maxximize Records)

### Sencillos (como Jeff Bounce)

#### 2006
- "Myhause" (con Tim J) (BPM Legends)

#### 2019
- "Latch" (BODYWRMR)
- "No Disko" (BODYWRMR)

#### 2021
- "Back Around" (con Robin Aristo) (BODYWRMR)

### Remixes

#### 2019
- "Bad Days" (Club Mix)
- "Bad Days" (Ultra Love Mix)
- "Nothing Hurts Like Love" (Ultra Love Antiqlimax Mix)
- Nic Chagall ft. Jonathan Mendelsohn - "This Moment" (Jeffrey Sutorius Rework)
- Armin van Buuren ft. James Newman - "Therapy" (Jeffrey Sutorius Therapeutic Rework)

#### 2021
- Blasterjaxx ft. Amanda Collis - "Rescue Me" (Jeffrey Sutorius Remix)
- Lost Frequencies - Rise (Jeffrey Sutorius Rework)
- We Three - Half Hearted (Jeffrey Sutorius Rework)

## Ranking DJmag
| DJ               | 2018 |
| ---------------- | ---- |
| Jeffrey Sutorius | 52°  |